# علی والی
علی والی (انگلیسی: Ali Vali؛ زادهٔ ۱۹ اکتبر ۱۹۵۰) ورزشکار وزنه‌برداری اهل ایران است. او در بازی‌های آسیایی ۱۹۷۴ در رده وزنی ۹۰ کیلوگرم موفق به کسب مدال طلا شد. وی در مسابقات کشوری و بین‌المللی در مجموع برندهٔ ۲ مدال طلا شده‌است.
پس از انقلاب، در جنگ ایران و عراق شرکت کرد و ده سال اسیر شد.